# إليزابيث غريغوري
إليزابيث غريغوري (بالإنجليزية: Elizabeth Gregory)‏ هي أكاديمية نيوزيلندية، ولدت في 4 مارس 1901، وتوفيت في 22 أكتوبر 1983.